# Bangkaew tailandês
Bangkaew (em tailandês:  ไทยบางแก้ว) é uma raça de cães do tipo spitz originária da Tailândia.
A origem da raça foi no Templo Bangkaew, na vila de mesmo nome, no distrito Bang Rakam. Os cães reproduzem-se em todas as províncias de Tailândia, não estão unicamente na zona do templo Bangkaew. Assim, o Bangkaew Tailandês é muito famoso na Tailândia. Sua personalidade é ativa, forte, inteligente e valente. Gostam de nadar e correr. Estes cães são muito obstinados e ferozes para proteger o templo e as casas.